# Antipodocottus elegans
Antipodocottus elegans és una espècie de peix pertanyent a la família dels còtids.

## Hàbitat
És un peix marí, demersal i de clima temperat que viu fins als 403 m de fondària.

## Distribució geogràfica
Es troba al Pacífic sud-occidental: Nova Gal·les del Sud (Austràlia).

## Costums
És bentònic.

## Observacions
És inofensiu per als humans.